# 夹寒箐镇
夹寒箐镇，是中华人民共和国云南省文山壮族苗族自治州马关县下辖的一个乡镇级行政单位。

## 行政区划
夹寒箐镇下辖以下地区：
夹寒箐村、水碓房村、通寺村、布都老寨村、坝甲村、光坎村、新堡寨村、尖山村、达布斯村、牛马榔村和么龙村。